# Бикова Раїса Петрівна
Би́кова Раї́са Петрі́вна (нар. 1928–1999) — українська архітекторка-реставраторка, архітекторка інституту «Укрпроектреставрація» (пізніше — Інституту «УкрНДІпроектреставрація»).

## Кар'єра
У 1967–1982 керувала роботами з реставрації всіх споруд ансамблю Видубицького монастиря (нині - у складі Видубицького чоловічого монастиря).
Серед інших реставраційних проєктів:
- Староакадемічний корпус Києво-Могилянської академії (1950—1970)[1];
- Поштовий будинок на Поштовій площі (1976—1982);
- Ковнірівська дзвіниця та Галерея Дальніх печер Києво-Печерської лаври;
- Троїцька церква Китаївської пустині.

Брала участь у розробці архітектурно-будівельної частини проєкту реабілітації Великої лаврської дзвіниці 1957—1963 років.

## Галерея

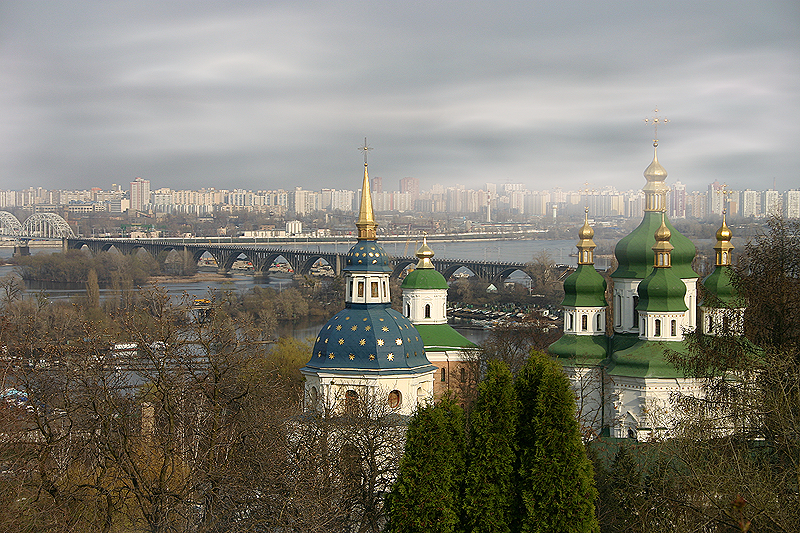
Видубицький монастир
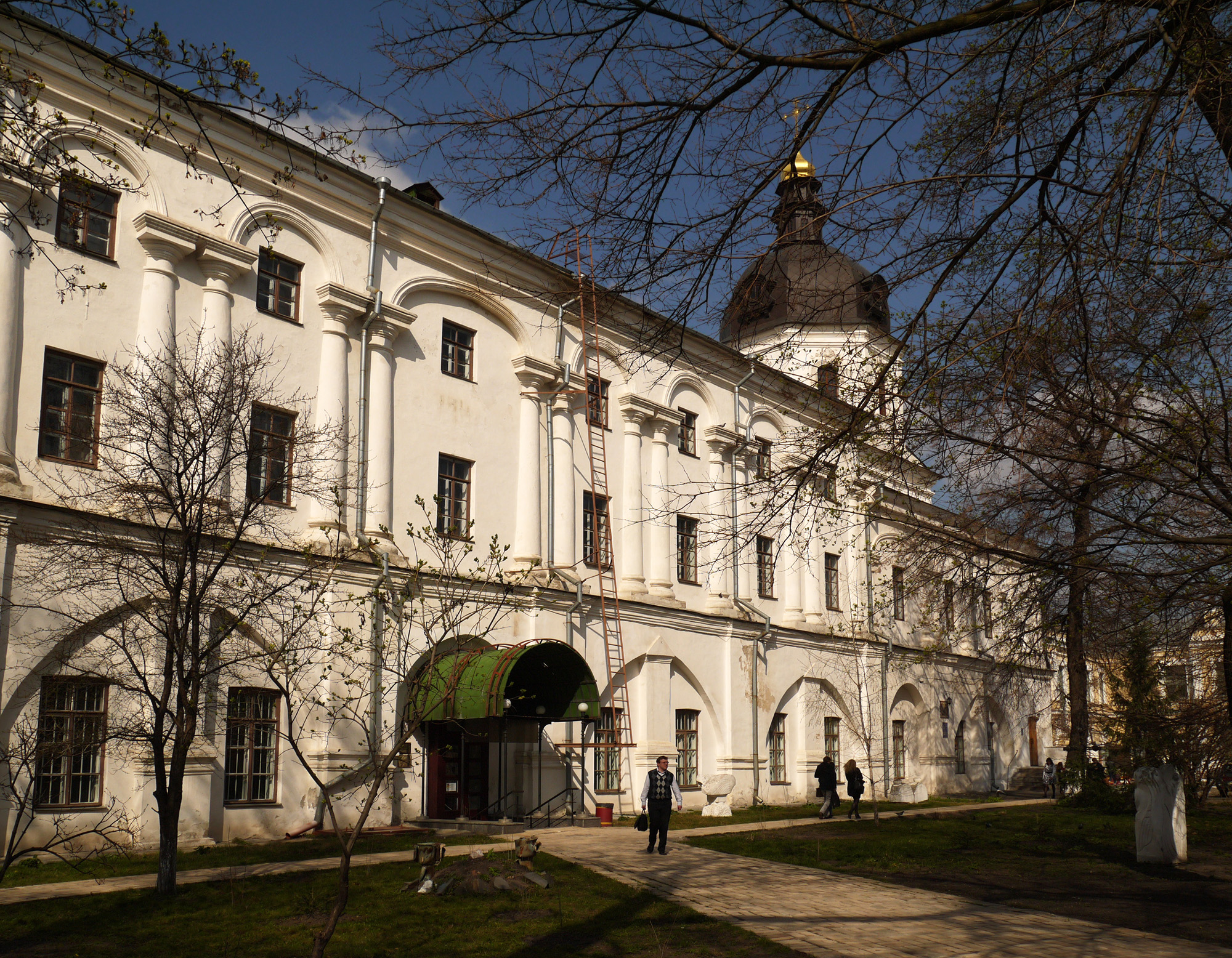
Староакадемічний корпус
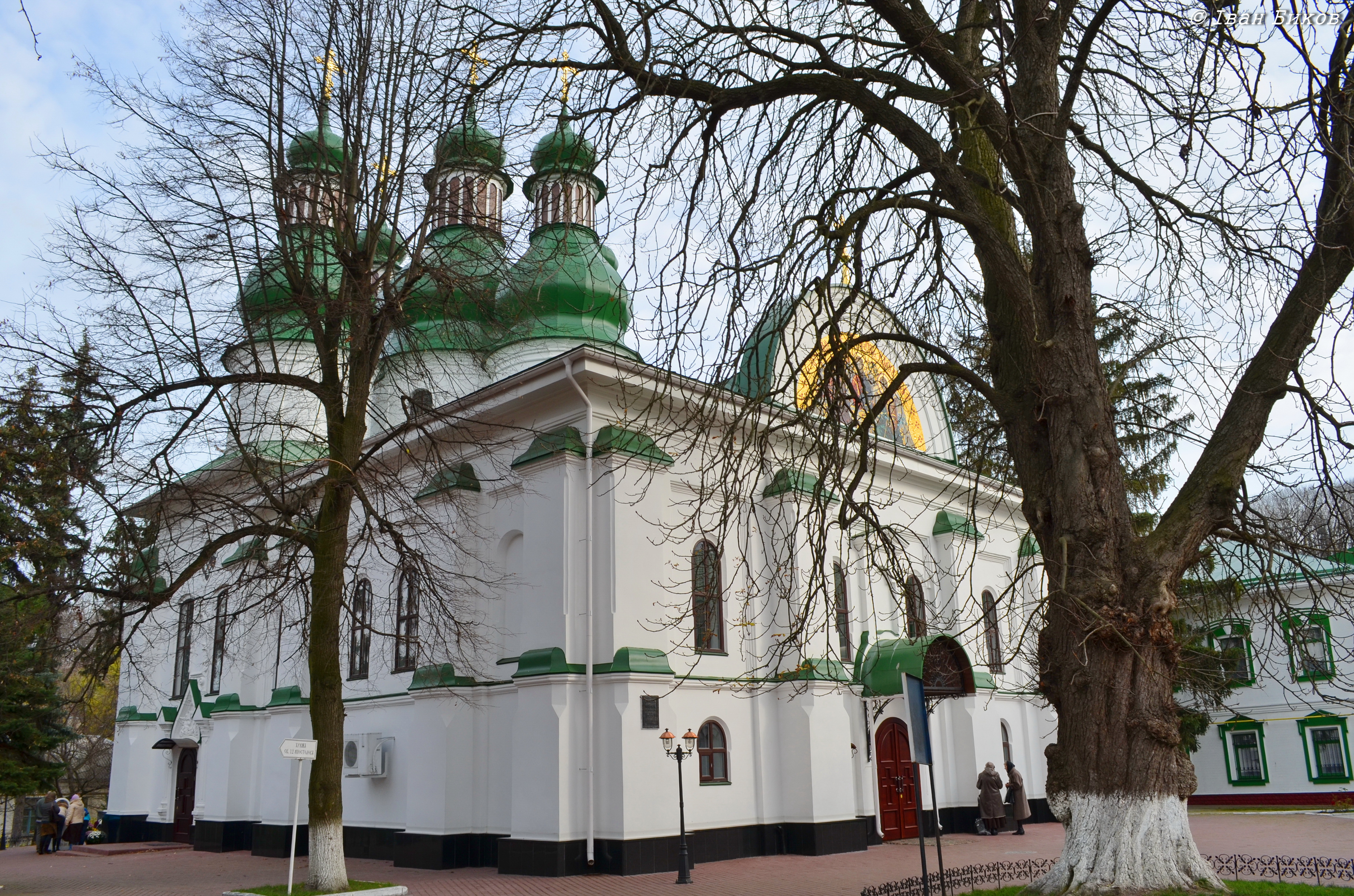
Свято-Троїцька церква (Китаївська пустинь)
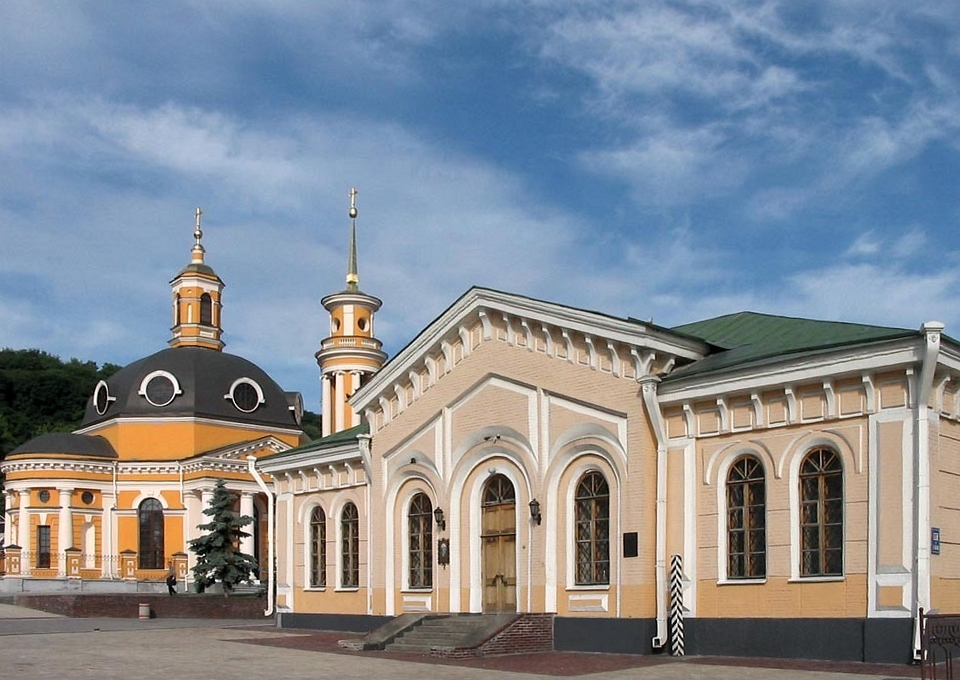
Поштовий будинок